# Muna (eiland)

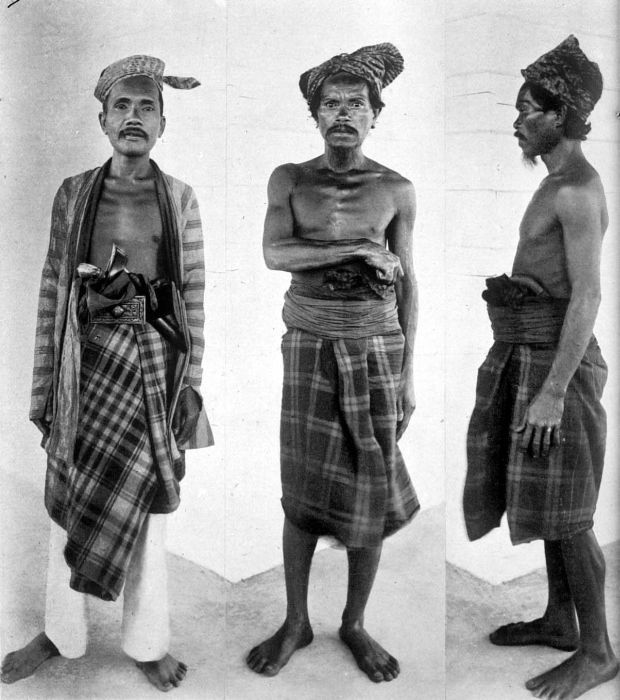
Drie mannen van het eiland Moena (Zuidoost-Sulawesi), links een adellijke man in het midden en rechts mannen van het Reha-volk

Muna of Moena (Indonesisch: Pulau Muna) is een eiland in de Indonesische provincie Zuidoost-Sulawesi. Het bevindt zich in de Bandazee, ten zuidoosten van het Zuidoostelijk Schiereiland van Sulawesi. De grootste stad van het eiland is Raha.
Het eiland is sterk bebost. De bewoners bestaan van landbouw en bosbouw. Er wordt rijst, specerijen, sago, suikerriet verbouwd. Daarnaast is er visserij en de verwerking van kopra. De belangrijkste havenstad is Raha.